# Malacothamnus fremontii
Malacothamnus fremontii är en malvaväxtart som först beskrevs av John Torrey och Samuel Frederick Gray, och fick sitt nu gällande namn av Edward Lee Greene. Malacothamnus fremontii ingår i släktet Malacothamnus och familjen malvaväxter. Inga underarter finns listade i Catalogue of Life.